# Čezsoča
Čezsoča é uma vila localizada no município de Bovec na Eslovênia. Possuía uma população estimada de 313 habitantes em 2020.